# Lill-Jangen
Lill-Jangen är en sjö i Hagfors kommun i Värmland och ingår i Göta älvs huvudavrinningsområde. Sjön är 12 meter djup, har en yta på 0,925 kvadratkilometer och är belägen 193 meter över havet. Sjön avvattnas av vattendraget Tvärån. Vid provfiske har abborre, gers, gädda och mört fångats i sjön.

## Delavrinningsområde
Lill-Jangen ingår i det delavrinningsområde (665716-136037) som SMHI kallar för Utloppet av Stor-Jangen. Medelhöjden är 227 meter över havet och ytan är 19,62 kvadratkilometer. Det finns inga avrinningsområden uppströms utan avrinningsområdet är högsta punkten. Tvärån som avvattnar avrinningsområdet har biflödesordning 4, vilket innebär att vattnet flödar genom totalt 4 vattendrag innan det når havet efter 346 kilometer. Avrinningsområdet består mestadels av skog (61 procent). Avrinningsområdet har 4,92 kvadratkilometer vattenytor vilket ger det en sjöprocent på 25,1 procent.